# Unleashed
Unleashed je švedski death metal sastav koji je 1989. osnovao Johnny Hedlund u Stockholmu. Uobičajene lirske teme sastava uključuju vikinšku kulturu, sjećanja na pretkršćanski svijet i nordijski folklor. Neke pjesme sadrže motive J. R. R. Tolkiena. Uz sastave Dismember, Entombed i Grave, Unleashed se smatra članom "velike četvorke" švedskog death metala.

## Povijest
Unleashed je 1989. osnovao pjevač i basist Johnny Hedlund. Unleashed je snimio demoalbume ....Revenge i Utter Dark, što im je omogućilo diskografski ugovor s njemačkom diskografskom kućom Century Media Records. Godine 1991., sastav objavljuje svoj debitanski album, Where No Life Dwells i svira na turneji s Morbid Angelom u Europi i SADu.
Godine 1992. Unleashed objavljuje svoj drugi studijski album, Shadows in the Deep koji sadrži obrade pjesama "Countess Bathory" sastava Venom. Njihovi sljedeći albumi bio su Across the Open Sea objavljen 1993. i Victory 1995. ovo je posljednji album na kojem se pojavio gitarist Fredrik Lindgren. Lindgren se usredotočio na sviranje punk rocka, a u sastavu ga je zamijenio Fredrikom Folkarom koji je svirao gitaru na petom studijskim albumu Unleasheda, Warrior objavljenom 1997.
Sastav je napravio stanku nakon 7-8 godina snimanja i turneja. Usredotočili su se na život izvan glazbe, svoje usputne glazbene projekte i studiranje. Nakon objavljena klasike sastava 2002. sastav objavljuje novi album, Hell's Unleashed iste godine započeo je turneju. Ovo je bila ista godina kada se Hedlund našao pod povećalom zbog optužba da je simpatizer nacista. Dave Grohl iz Foo Fightersa u početku je namjeravao pristupiti Hedlundu, nadajući se da će kao glavni vokal sudjelovati na jednoj od pjesama za njegov Probot metal projekt, ali producent albuma, Matt Seeney, odvratio ga je od toga zbog glasina o Hedlundovin navodnim simpatijama. Hedlund je brzo te optužbe označio lažnima i izjavio: "Unleashed hvali prirodu, svijet i čovjeka. Čovjeka... bez obzira na porijeklo, mjesto rođenja ili boju kože".
Godine 2004. Unleashed objavljuje svoj sedmi studijski album, Sworn Allegiance. U listopadu 2006. sastav objavljuje svoj osmi studijski album Midvinterblot. Unleashed je svirao turneju u Europi u studenom 2006. kao dio turneje Master of Death sa sastavima Grave, Dismember i Entombed. U veljači i ožujku, svirali su na turneji sa sastavima Krisiun i Belphegor. U lipnju 2008. objavljen je deveti studijski album, Hammer Battalion.
Dana 24. srpnja 2009., Unleashed je potpisao ugovor s njemačkom diskografskom kućom Nuclear Blast Records za izdavanje desetog studijskog albuma As Yggdrasil Trembles. U izjavi za medije sastav je rekao: "Veselimo se novoj suradnji! Snimanje albuma je planirano za listopad/studeni ove godine".
U ljetu 2010., Unleashed je sudjelova na festivalu Summer Breeze Open Air i With Full Force u Njemačkoj. Jedanaesti album sastava, Odalheim objavljen je u travnju 2012. i dvanaesti, Dawn of the Nine objavljen je 24. travnja 2015. U početku 2018. objavljeno je da je Unleashed potpisao ugovor s austrijskom diskografskom kućom Napalm Records koja je iste godine objavila njihov trinaesti album The Hunt for White Christ. U veljači 2021. sastav je objavio da radi na svom čertnaestom studijskom albumu. Album No Sign of Life objavljen je u jesen 2021.

## Članovi sastava

### Sadašnja postava
- Johnny Hedlund – bas-gitara, vokal (1989. – danas)
- Anders Schultz – bubnjevi (1989. – danas)
- Tomas Olsson – gitara (1990. – danas)
- Fredrik Folkare – gitara (1995. – danas)

### Bivši članovi
- Fredrik Lindgren – gitara (1989. – 1995.)
- Robert Sennebäck – gitara, vokal (1989. – 1990.)

### Bivši koncertni članovi
- Pete Sandoval – bubnjevi (1991.)
- Jonas Tyskhagen – bubnjevi (2006.)

## Diskografija
Studijski album
- Where No Life Dwells (1991.)
- Shadows in the Deep (1992.)
- Across the Open Sea (1993.)
- Victory (1995.)
- Warrior (1997.)
- Hell's Unleashed (2002.)
- Sworn Allegiance (2004.)
- Midvinterblot (2006.)
- Hammer Battalion (2008.)
- As Yggdrasil Trembles (2010.)
- Odalheim (2012.)
- Dawn of the Nine (2015.)
- The Hunt for White Christ (2018.)
- No Sign of Life (2021.)

Koncertni albumi
- Live in Vienna '93 (1993.)
- Easyern Blood – Hail to Poland (1996.)

Demoalbumi
- The Utter Dark (1990.)
- ....Revenge (1990.)
- Century Media Promo Tape (1990.)

EP-ovi i singlovi
- And the Laughter Has Died... (1991.)
- Where Is Your God Now? (2015.)
- The Hunt for White Christ (EP & Rarities) (2018.)
- No Sign of Life EP (2021.)
- You Are the Warrior! (2022.)

Box setovi
- ...and We Shall Triumph in Victory (2003.)
- Immortal Glory (2008.)
- Death Metal Victory! – 30th Anniversary Edition (2019.)

Kompilacije
- Viking Raids 1991-2004 (2008.)
- The Utter Dark / ...Revenge (2015.)